# Sigmund Romberg

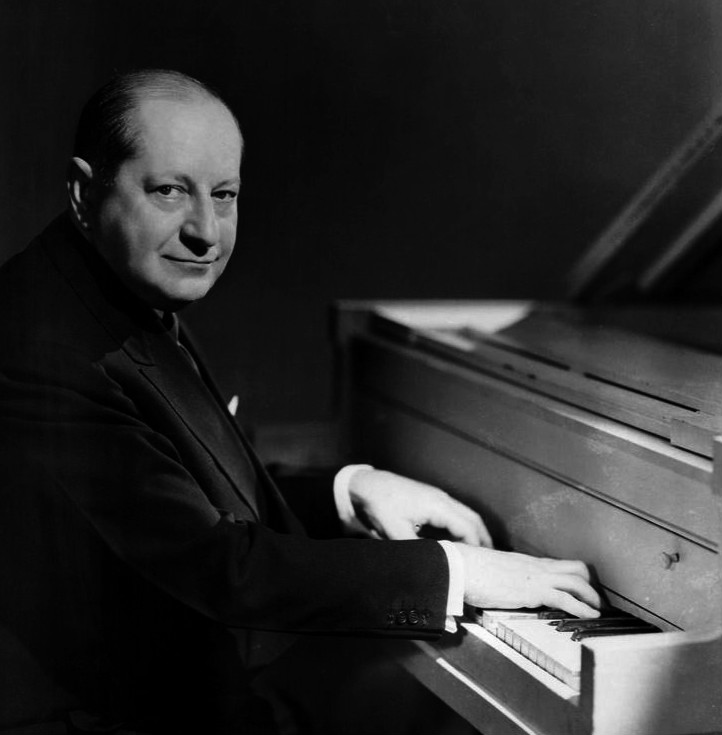
Sigmund Romberg, 1949

Sigmund Romberg (geboren am 29. Juli 1887 in Nagykanizsa, gestorben am 9. November 1951 in New York City; gebürtig Sigmund Rosenberg) war ein US-amerikanischer Komponist ungarischer Herkunft.

## Biografie

### Herkunft und Ausbildung
Sigmund Romberg wurde zur Zeit der k.u.k.-Monarchie Österreich-Ungarn in der westungarischen Kleinstadt Nagykanizsa (dt. Großkirchen) als Sohn einer deutsch-jüdischen Familie geboren. Sein Vater war Amateurmusiker und seine Mutter schrieb Gedichte. Ab seinem sechsten Lebensjahr erlernte er das Geigenspiel und ab dem achten das Klavierspiel. Seine Eltern hatten jedoch eine Ingenieur-Ausbildung für ihn vorgesehen und meldeten ihn deshalb auf der Osijek-Realschule an. Er verbrachte dort fünf Jahre und spielte im Schulorchester. Nach dem Besuch weiterer Schulen ging er noch als Jugendlicher nach Wien, um am Polytechnischen Institut zu studieren. Gleichzeitig nahm er Kompositionsunterricht bei Richard Heuberger, dem gefeierten Komponisten der Operette Opernball. Romberg erlebte in der Hauptstadt des späten Habsburgerreichs den letzten großen Zeitabschnitt der Wiener Operette mit Franz Lehár, Robert Stolz und Emmerich Kálmán.

### Restaurantpianist in den USA
1909 emigrierte er in die USA. Vorübergehend war er in New York in einer Bleistiftfabrik angestellt. Anschließend arbeitete Romberg für 15 Dollar wöchentlich als Pianist in einem Café auf der Second Avenue. Es folgten weitere Engagements als Gaststättenpianist. 1912 stellte ihn eines der elegantesten New Yorker Restaurants, das Bustanoby’s, ein. In dem barock eingerichteten Speiselokal der französischen Brüder André und Jacques Bustanoby in der West 39th Street leitete der junge Ungar die Hauskapelle. Öffentliche Tanzvergnügen waren in den prüden USA vor dem Ersten Weltkrieg verpönt, und deshalb war es ungewöhnlich, als Romberg allabendlich auch Tanznummern spielte. Innerhalb kürzester Zeit wurde der französische „lobster palace“ (dt. Hummerpalast) zu einem beliebten Rendezvous-Treffpunkt und Rombergs Honorar stieg auf 150 Dollar pro Woche. Nebenbei komponierte er Tanzmusik, wie z. B. die Onesteps Leg of Mutton und Some Smoke, die in der Tin Pan Alley veröffentlicht wurden.

### Komponist bei den Shubert Brothers
1914 verließ Louis Hirsch (1887–1924), der seit 1912 Hauskomponist der einflussreichen Theaterunternehmer Shubert Brothers war, diesen Theaterkonzern, um die Verwertungsgesellschaft ASCAP mitzugründen. Lee Shubert (1871–1953) und Jacob J. Shubert (1879–1963) engagierten daraufhin Sigmund Romberg als Ersatz. Noch 1914 führte er im Winter Garden Theatre seine erste Broadway-Revue auf: The Whirl of the World (dt. „Der Strudel der Zeit“). Der Erfolg sicherte seine Zukunft als Broadwaykomponist. Bis 1917 hatte Romberg schon über 300 Lieder für 17 Musicals und Revuen abgeliefert. Unter den Bühnenshows waren einige Singspiele mit Al Jolson im Winter Garden, einige Ausgaben von The Passing Show (einer Jahresrevue) und 1915 die Operette The Blue Paradise, für die er seinen ersten großen Schlager schrieb, Auf Wiedersehen (Text: Herbert Reynolds). Er schrieb auch weiterhin für die Shubert Brothers Musikkomödien und Revuen, doch seine größten Erfolge feierte er mit Operetten in europäischer Tradition.
Romberg arbeitete Walter Kollos Operette Wie einst im Mai vollständig im amerikanischen Geschmack um. Der Titel lautete nun Maienzeit, doch den Berliner Schauplatz verlegte man wegen des deutschen Kriegsgegners aus patriotischen Gründen nach New York. Die Liedtexte hatten Rida Johnson Young (1869–1926) und Cyrus Wood (1889–1942) geschrieben. Vor allem der Song Will You Remember? wurde zum Hit. Am 16. August 1917 fand die Uraufführung statt und 492 Aufführungen folgten. Danach war Romberg an einigen Musikshows beteiligt, bei denen auch die Geschwister Adele und Fred Astaire auftraten. Am Ende des Ersten Weltkriegs diente er in der Truppenunterhaltung der US-Armee.

### Erfolge der zwanziger Jahre
Seine ersten fünf Musicals nach Kriegsende fielen beim Publikum durch, aber im September 1921 machte er das tragische Leben Franz Schuberts als Blossom Time zum Operettenthema und hatte am Ambassador Theatre Erfolg. Vorlage war Heinrich Bertés Singspiel Das Dreimäderlhaus, das 1916 am Raimundtheater in Wien mit populär bearbeiteten Schubert-Melodien reüssiert hatte. Am 22. Dezember 1922 brachten der australische Komponist George Howard Clutsam (1866–1951) und der englische Librettist Adrian Ross (1859–1933) eine eigene Adaption unter dem Titel Lilac Time am Lyric Theatre in London heraus.
Am 2. Dezember 1924 wurde in Jolson’s 59th Street Theatre in New York erstmals The Student Prince aufgeführt. Wilhelm Meyer-Försters (1862–1934) erfolgreiches Schauspiel Alt-Heidelberg von 1901 hatte die Broadway-Librettistin Dorothy Agnes Donnelly (1880–1928) in einen flotten Operettentext verwandelt, der kongenial zu Rombergs teils schmissigen, teils romantischen Melodien passte. Diese „tragische Operette“, eine Form, die Romberg von Lehár übernommen hatte, angesiedelt vor der nostalgischen Kulisse Heidelbergs, wurde in den USA zu einem überragenden Kassenschlager. Weitere Publikumserfolge waren die Operetten The Desert Song (1926) und The New Moon (1928), die Musicals My Maryland (1927) und Rosalie (1928). Für die Operette The New Moon, die zunächst nicht erfolgreich war, schrieb er mit Oscar Hammerstein II für deren New Yorker Inszenierung noch die beiden Songs Softly, as in a Morning Sunrise und Lover, Come Back to Me, die beide zu Hits wurden und später auch zu Jazzstandards.

### Von Hollywood zurück an den Broadway
1929 wurde The Desert Song vom Regisseur Roy Del Ruth (1893–1961) verfilmt, ebenso 1932, 1943, 1953 und 1955. Seitdem schrieb Romberg oft Filmmusik für Hollywood-Produktionen. Seine Broadway-Musicals der 1930er Jahre waren fast durchweg Fehlschläge, während seine Filmsongs gelegentlich zu Schlagern wurden, so When I Grow Too Old to Dream aus The Night Is Young (1935) von Dudley Murphy (1897–1968) oder Who Are We to Say aus dem Western Im goldenen Westen (1938) von Robert Zigler Leonard.
1941 bat die große Künstleragentur von William Morris (1873–1932) Romberg, ein Orchester zusammenzustellen, das dann kurz nach dem japanischen Angriff auf Pearl Harbor auf Tournee ging. Die ersten drei Gastspielreisen waren durch den Kriegseintritt der USA finanzielle Pleiten, doch die vierte, die 1943 in der Carnegie Hall begann, wurde ein großer Erfolg. Die Konzerte wurden danach mit der Überschrift An Evening with Sigmund Romberg plakatiert. 1945 lief am Broadway das letzte Romberg-Musical, das Zuschauermassen anzog, Up In Central Park, mit einem Textbuch der Geschwister Herbert Fields (1897–1958) und Dorothy Fields (1905–1974).
Sigmund Romberg starb kurz nachdem er seine Musikkomödie The Girl In Pink Tights vollendet hatte. Er wurde auf dem konfessionsungebundenen Ferncliff-Friedhof in Hartsdale, Westchester County (New York), auf dem zahlreiche Prominente ihre letzte Ruhe fanden, beigesetzt. Zweieinhalb Jahre später wurde sein letztes Musical am 5. März 1954 im Mark Hellinger Theatre in der West 51st Street uraufgeführt. Stanley Donen verfilmte Rombergs Leben 1954 mit Deep in My Heart, mehr ein Revuefilm als eine Biografie. Der Komponist wurde von José Ferrer dargestellt.

## Wirkung
Die musikalische Bedeutung Sigmund Rombergs liegt darin, dass er die europäische, insbesondere die Wiener Operette am Anfang des 20. Jahrhunderts an den Broadway brachte, erfolgreich „amerikanisierte“ und dem entstehenden Musical als eigenständiger amerikanischer Kunstform entscheidende kompositorische und dramaturgische Impulse gab. Seine Mélange aus Wiener Walzer und Tin Pan Alley-Schlager, amerikanischer Jahrmarkts- und Marschmusik sowie Wagnerschen Schwellklängen und Richard Strauss'scher Programmmusik bewegte sich mit einem ausreichenden Abstand am Kitsch vorbei, um auch heute noch als ungewöhnliche, aber gut anhörbare Mixtur gewürdigt werden zu können. Romberg ließ den übermütigen Schwung der Operette der Alten Welt mit spielerischer Leichtigkeit in die modernen Musikformen der Neuen, wo gerade der Jazz entstand, einfließen.

## Werke

### Operetten, Musicals, Revuen am Broadway
1. Titel: The Whirl of the World
Form: Revue
Musik: Sigmund Romberg
Libretto: Harold Atteridge (1886–1938)
Liedtexte: Harold Atteridge
Produzenten: Lee und Jacob J. Shubert
Uraufführung: 10. Januar 1914
 Ort: Winter Garden Theatre
 Aufführungen: 161
2. Titel: The Passing Show of 1914
Form: Revue
Musik: Sigmund Romberg und Harry Carrol (1892–1962)
Libretto: Harold Atteridge
Liedtexte: Harold Atteridge
Choreographie: Jack Mason
Produzenten: Lee und Jacob J. Shubert
Uraufführung: 1. Juni 1914
Ort: Winter Garden Theatre
Aufführungen: 133
3. Titel: Dancing Around
Form: Revue
Musik: Sigmund Romberg und Harry Carrol
Libretto: Harold Atteridge
Liedtexte: Harold Atteridge
Choreographie: Jack Mason
Produzenten: Lee und Jacob J. Shubert
Uraufführung: 10. Oktober 1914
Ort: Winter Garden Theatre
Aufführungen: 145
4. Titel: Maid in America
Form: Revue
Musik: Sigmund Romberg und Harry Carrol
Liedtexte: Harold Atteridge
Produzenten: Lee und Jacob J. Shubert
Uraufführung: 18. Februar 1915
Ort: Winter Garden Theatre
Aufführungen: 108
5. Titel: Hands Up
Form: Musical
Musik: Sigmund Romberg und Edward Ray Goetz (1886–1954)
Libretto: Edgar Smith
Liedtexte: Edward Ray Goetz
Choreographie: Jack Mason
Produzenten: Lee und Jacob J. Shubert
Uraufführung: 22. Juli 1915
Ort: 44th Street Theatre
Aufführungen: 52
6. Titel: The Blue Paradise
Form: Musical
Musik: Edmund Eysler (1874–1949), weitere Lieder von Leo Edwards (1884–1944) und Sigmund Romberg
Libretto: Edgar Smith
Vorlage: Musikposse Ein Tag im Paradies (1913) von Edmund Eysler, Texte von Béla Jenbach (1871–1943) und Leo Stein (1861–1921)
Liedtexte: Herbert Reynolds
Choreographie: Ed Hutchinson
Produzenten: Lee und Jacob J. Shubert
Uraufführung: 5. August 1915
Ort: Casino Theatre (danach: 44th Street Theatre)
Aufführungen: 356
7. Titel: A World of Pleasure
Form: Musical
Musik: Sigmund Romberg
Libretto: Harold Atteridge
Liedtexte: Harold Atteridge
Choreographie: Jack Mason und Theodore Kosloff (1882–1956)
Produzenten: Lee und Jacob J. Shubert
Uraufführung: 14. Oktober 1915
Ort: Winter Garden Theatre
Aufführungen: 116
8. Titel: Ruggles of Red Gap
Form: Komödie in 4 Akten mit Musikeinlagen
Musik: Sigmund Romberg
Text: Harrison Garfield Rhodes (1871–1929)
Vorlage: Harry Leon Wilsons (1867–1939) gleichnamiger Roman von 1915
Liedtexte: Harold Atteridge
Regie: Joseph Harry Benrimo (1874–1942)
Produzenten: Lee und Jacob J. Shubert
Uraufführung: 25. Dezember 1915
Ort: Fulton Theatre
Aufführungen: 33
9. Titel: Robinson Crusoe, Jr.
Form: Posse mit Musik in 2 Akten und 10 Szenen
Musik: Sigmund Romberg und James F. Hanley (1892–1942)
Libretto: Harold Atteridge und Edgar Smith
Liedtexte: Harold Atteridge und Edgar Smith
Regie: J. C. Huffman
Choreographie: Allan K. Foster
Produzenten: Lee und Jacob J. Shubert
Uraufführung: 17. Februar 1916
Ort: Winter Garden Theatre
Aufführungen: 139
10. Titel: The Passing Show of 1916
Form: Revue
Musik: Sigmund Romberg und Otto Motzan (1880–1937)
Libretto: Harold Atteridge
Liedtexte: Harold Atteridge
Regie: Jacob J. Shubert und J. C. Huffman
Produzenten: Lee und Jacob J. Shubert
Uraufführung: 22. Juni 1916
Ort: Winter Garden Theatre
Aufführungen: 140
11. Titel: The Girl from Brazil
Form: Operette
Musik: Robert Winterberg (1884–1930) und Sigmund Romberg
Libretto: Edgar Smith
Vorlage: Die Dame in Rot (1911) von Robert Winterberg, Originallibretto von Julius Brammer und Alfred Grünwald
Choreographie: Allan K. Foster
Regie: Jacob J. Shubert und J. C. Huffman
Produzenten: Lee und Jacob J. Shubert
Uraufführung: 30. August 1916
Ort: Winter Garden Theatre
Aufführungen: 61
12. Titel: The Show of Wonders (Zweite Ausgabe)
Form: Revue
Musik: Sigmund Romberg, Otto Motzan und Herman Timberg (1892–1952)
Libretto: Harold Atteridge
Liedtexte: Harold Atteridge
Regie: J. C. Huffman
Musikregie: Allan K. Foster
Produzent: Jacob J. Shubert
Uraufführung: 26. Oktober 1916
Ort: Winter Garden Theatre
Aufführungen: 209
13. Titel: Follow Me
Form: Musical
Musik: Sigmund Romberg
Libretto: Felix Dörmann (1870–1928) und Leo Ascher (1880–1942)
Liedtexte: Robert B. Smith (1875–1951)
Produzenten: Lee und Jacob J. Shubert
Uraufführung: 29. November 1916
Ort: Casino Theatre
Aufführungen: 78
14. Titel: Her Soldier Boy
Form: Operette
Musik: Emmerich Kálmán, weitere Lieder von Sigmund Romberg
Libretto: Rida Johnson Young (1869–1926)
Vorlage: Operette Der gute Kamerad (1914) von Emmerich Kálmán (1882–1953), Originallibretto: Károly Bakonyi (1873–1926) und Victor Léon (1858–1940)
Liedtexte: Robert B. Smith (1875–1951)
Produzenten: Lee und Jacob J. Shubert
Uraufführung: 6. Dezember 1916
Ort: Astor Theatre (danach Lyric Theatre und Shubert Theatre)
Aufführungen: 198
15. Titel: The Passing Show of 1917
Form: Revue
Musik: Sigmund Romberg und Otto Motzan
Libretto: Harold Atteridge
Liedtexte: Harold Atteridge
Choreographie: Jack Manning (1897–1940)
Produzenten: Lee und Jacob J. Shubert
Uraufführung: 26. April 1917
Ort: Winter Garden Theatre
Aufführungen: 196
16. Titel: My Lady's Glove
Form: Operette
Musik: Oscar Straus (1870–1954), weitere Lieder von Sigmund Romberg
Libretto: Edgar Smith und Edward A. Paulton
Vorlage: Die schöne Unbekannte (1915) von Oscar Straus, Originallibretto von Leopold Jacobson (1878–1943) und Leo Stein
Liedtexte: Edgar Smith und Edward A. Paulton (1866–1939)
Produzenten: Lee und Jacob J. Shubert
Uraufführung: 18. Juni 1917
Ort: Lyric Theatre
Aufführungen: 16
17. Titel: Maytime
Form: Operette in vier Akten
Musik: Sigmund Romberg
Libretto: Rida Johnson Young und Cyrus Wood (1889–1942)
Liedtexte: Rida Johnson Young und Cyrus Wood 
Regie: Edward P. Temple (1861–1921), Allan K. Foster und Jacob J. Shubert
Produzenten: Lee und Jacob J. Shubert
Uraufführung: 16. August 1917
Ort: Shubert Theatre (danach 44th Street Theatre, Broadhurst Theatre und Lyric Theatre)
Aufführungen: 492
18. Titel: Doing Our Bit
Form: Revue
Musik: Sigmund Romberg und Herman Timberg
Libretto: Harold Atteridge
Liedtexte: Harold Atteridge
Regie: J. C. Huffman und Jacob J. Shubert
Produzenten: Lee und Jacob J. Shubert
Uraufführung: 18. Oktober 1917
Ort: Winter Garden Theatre
Aufführungen: 130
19. Titel: Over the Top
Form: Revue
Musik: Sigmund Romberg und Philip Bartholomae (1879–1947), weitere Lieder von Herman Timberg
Liedtexte: Sigmund Romberg und Philip Bartholomae
Regie: J. C. Huffman
Produzenten: Lee und Jacob J. Shubert
Uraufführung: 28. November 1917
Ort: Lew Fields' 44th Street Roof Garden
Aufführungen: 78
20. Titel: Sinbad
Form: Musical in zwei Akten
Musik: Sigmund Romberg und Al Jolson (1886–1950)
Libretto: Harold Atteridge
Liedtexte: Harold Atteridge
Arrangements: Jack Mason
Choreographie: Alexis Kosloff
Regie: J. C. Huffman und Jacob J. Shubert
Produzenten: Lee und Jacob J. Shubert
Uraufführung: 14. Februar 1918
Ort: Winter Garden Theatre
Aufführungen: 164
21. Titel: The Passing Show of 1918
Form: Revue
Musik: Sigmund Romberg und Jean Schwartz (1878–1956)
Libretto: Harold Atteridge
Liedtexte: Harold Atteridge
Choreographie: Jack Mason
Produzenten: Lee und Jacob J. Shubert
Uraufführung: 25. Juli 1918 
Ort: Winter Garden Theatre
Aufführungen: 124
22. Titel: The Melting of Molly
Form: Musical
Musik: Sigmund Romberg
Libretto: Edgar Smith
Liedtexte: Cyrus Wood
Vorlage: Roman The Melting of Molly (1912) von Maria Thompson Daviess (1872–1924)
Produzenten: Lee und Jacob J. Shubert
Uraufführung: 30. Dezember 1918
Ort: Broadhurst Theatre
Aufführungen: 88
23. Titel: Monte Cristo, Jr.
Form: Musikalische Posse
Musik: Sigmund Romberg und Jean Schwartz
Libretto: Harold Atteridge
Liedtexte: Harold Atteridge
Produzenten: Lee und Jacob J. Shubert
Uraufführung: 12. Februar 1919
Ort: Winter Garden Theatre
Aufführungen: 254
24. Titel: The Magic Melody
Form: Musical
Musik: Sigmund Romberg
Libretto: Frederic Arnold Kummer (1873–1943)
Liedtexte: Frederic Arnold Kummer
Produzenten: Max R. Wilner und Sigmund Romberg
Uraufführung: 11. November 1919
Ort: Shubert Theatre
Aufführungen: 143
25. Titel: Poor Little Ritz Girl
Form: Musical
Musik: Sigmund Romberg und Richard C. Rodgers (1902–1979)
Libretto: Lew M. Fields (1867–1941) und George Campbell
Liedtexte: Lorenz M. Hart (1895–1943) und Alex Gerber
Musikregie: Pierce de Reeder
Produzent: Lew M. Fields
Uraufführung: 28. Juli 1920
Ort: Central Theatre
Aufführungen: 93
26. Titel: Pagans
Form: Tragödie in drei Akten
Verfasser: Charles Anthony
Produzenten: Max R. Wilner und Sigmund Romberg
Uraufführung: 4. Januar 1921
Ort: Princess Theatre
Aufführungen: 15
27. Titel: Love Birds
Form: Musical
Musik: Sigmund Romberg
Libretto: Edgar Allan Woolf (1889–1948) und Ballard MacDonald (1882–1935)
Liedtexte: Edgar Allan Woolf und Ballard MacDonald
Produzenten: Max R. Wilner und Sigmund Romberg
Regie: Edgar MacGregor (1878–1957) und Julian Alfred
Uraufführung: 15. März 1921
Ort: Apollo Theatre
Aufführungen: 103
28. Titel: Blossom Time
Form: Musical in drei Akten
Musik: Sigmund Romberg nach Motiven von Franz Schubert und Heinrich Berté (1857–1924)
Libretto: Dorothy Donnelly (1880–1928)
Liedtexte: Dorothy Donnelly
Vorlage: Heinrich Bertés Singspiel Das Dreimäderlhaus (1916), Originallibretto von Alfred Maria Willner (1859–1929) und Heinz Reichert (1877–1940)
Produzenten: Lee und Jacob J. Shubert
Uraufführung: 29. September 1921
Ort: Ambassador Theatre
Aufführungen: 576
Wiederaufnahmen: ab 19. Mai 1924 in Jolson's 59th Street Theatre (592 Aufführungen); ab 8. März 1926 in Jolson's 59th Street Theatre (16 Aufführungen); ab 4. März 1931 im Ambassador Theatre (29 Aufführungen); ab 26. Dezember 1938 im 46th Street Theatre (19 Aufführungen); ab 4. September 1943 im Ambassador Theatre (47 Aufführungen)
29. Titel: Bombo
Form: Revue
Musik: Sigmund Romberg
Libretto: Harold Atteridge
Liedtexte: Harold Atteridge
Regie: J. C. Huffman und Jacob J. Shubert
Produzenten: Lee und Jacob J. Shubert
Uraufführung: 6. Oktober 1921
Ort: Jolson's 59th Street Theatre
Aufführungen: 218
30. Titel: The Blushing Bride
Form: Musical
Musik: Sigmund Romberg
Libretto: Cyrus Wood
Liedtexte: Cyrus Wood
Vorlage: gleichnamiges Schauspiel von Edward Clark (1878–1954)
Regie: Frank Smithson
Produzenten: Lee und Jacob J. Shubert
Uraufführung: 10. Juni 1922
Ort: Astor Theatre (danach 44th Street Theatre)
Aufführungen: 144
31. Titel: The Rose of Stamboul
Form: Operette
Musik: Leo Fall (1873–1925) und Sigmund Romberg
Libretto: Harold Atteridge
Liedtexte: Harold Atteridge
Vorlage: Die Rose von Stambul von Leo Fall, Originallibretto von Julius Brammer und Alfred Grünwald
Regie: J. C. Huffman
Produzenten: Lee und Jacob J. Shubert
Uraufführung: 7. März 1922
Ort: Century Theatre
Aufführungen: 111
32. Titel: Springtime of Youth
Form: Musical
Musik: Walter Kollo (1878–1940) und Sigmund Romberg
Liedtexte: Matthew C. Woodward und Cyrus Wood
Vorlage: Sterne, die wieder leuchten (1918) von Walter Kollo, Originallibretto von Rudolf Bernauer (1880–1953) und Rudolf Schanzer
Produzenten: Lee und Jacob J. Shubert
Uraufführung: 26. Oktober 1922
Ort: Broadhurst Theatre
Aufführungen: 68
33. Titel: The Passing Show of 1923
Form: Revue
Musik: Sigmund Romberg und Jean Schwartz
Libretto: Harold Atteridge
Liedtexte: Harold Atteridge
Regie: J. C. Huffman und Jacob J. Shubert
Produzenten: Lee und Jacob J. Shubert
Uraufführung: 14. Juni 1923
Ort: Winter Garden Theatre
Aufführungen: 118
34. Titel: Innocent Eyes
Form: Musical, Revue
Musik: Sigmund Romberg und Jean Schwartz
Libretto: Harold Atteridge
Liedtexte: Harold Atteridge und Tot Seymour (1889–1966)
Produzenten: Lee und Jacob J. Shubert
Uraufführung: 20. Mai 1924
Ort: Winter Garden Theatre
Aufführungen: 126
35. Titel: Marjorie
Form: Musical
Musik: Sigmund Romberg, Herbert P. Stothart (1885–1949), Philip Culkin und Stephen Jones
Libretto: Fred Thompson (1884–1949), Clifford Grey (1887–1941) und Harold Atteridge
Produzent: Embassy Productions, Inc.
Uraufführung: 11. August 1924
Ort: Shubert Theatre (danach 44th Street Theatre)
Aufführungen: 144
36. Titel: The Passing Show of 1924
Form: Revue
Musik: Sigmund Romberg und Jean Schwartz
Libretto: Harold Atteridge
Liedtexte: Harold Atteridge
Produzenten: Lee und Jacob J. Shubert
Uraufführung: 3. September 1924
Ort: Winter Garden Theatre
Aufführungen: 93
37. Titel: Artists and Models (1924)
Form: Revue
Musik: Sigmund Romberg und John Frederick Coots (1897–1985)
Libretto: Harry Wagstaff Gribble (1896–1981)
Liedtexte: Clifford Grey (1887–1941) und Sam Coslow (1902–1982)
Produzenten: Lee und Jacob J. Shubert
Uraufführung: 15. Oktober 1924
Ort: Astor Theatre
Aufführungen: 261
38. Titel: The Student Prince
Form: Operette
Musik: Sigmund Romberg
Libretto: Dorothy Donnelly
Liedtexte: Dorothy Donnelly
Vorlage: Schauspiel Alt Heidelberg (1901) von Wilhelm Meyer-Förster
Produzenten: Lee und Jacob J. Shubert
Uraufführung: 2. Dezember 1924
Ort: Jolson's 59th Street Theatre
Aufführungen: 608
Wiederaufnahmen: ab 29. Januar 1931 im Majestic Theatre (42 Aufführungen); ab 8. Juni 1943 im Broadway Theatre (153 Aufführungen)
39. Titel: Louis the 14th
Form: Musical
Musik: Sigmund Romberg
Libretto: Arthur Wimperis (1874–1953)
Liedtexte: Arthur Wimperis
Vorlage: Ludwig XIV. (1922), Schwank in 3 Akten von Paul Frank und Julius Wilhelm
Regie: Edward Royce (1870–1964)
Musikregie: Gustave Salzer
Produzent: Florenz Ziegfeld junior (1867–1932)
Uraufführung: 3. März 1925
Ort: Cosmopolitan Theatre
Aufführungen: 79
40. Titel: Princess Flavia
Form: Musical
Musik: Sigmund Romberg
Libretto: Harry B. Smith (1860–1936)
Liedtexte: Harry B. Smith
Vorlage: Roman The Prisoner of Zenda (1894) von Anthony Hope (1863–1933), gleichnamiges Schauspiel (1908) von Edward E. Rose (1876–1939)
Regie: J. J. Shubert
Produzenten: Lee und Jacob J. Shubert
Uraufführung: 2. November 1925
Ort: Century Theatre
Aufführungen: 152
41. Titel: The Desert Song
Form: Operette
Musik: Sigmund Romberg
Libretto: Otto Harbach (1873–1963), Oscar Hammerstein II und Frank Mandel (1884–1958)
Liedtexte: Dorothy Donnelly
Musikregie: Hilding Anderson
Buchregie: Arthur Hurley
Produzenten: Laurence Schwab (1893–1951) und Frank Mandel
Uraufführung: 30. November 1926
Ort: Casino Theatre
Aufführungen: 471
Wiederaufnahme: ab 5. September 1973 im Uris Theatre (15 Aufführungen)
42. Titel: Cherry Blossoms
Form: Musical
Musik: Sigmund Romberg
Libretto: Harry B. Smith
Liedtexte: Harry B. Smith
Produzenten: Lee und Jacob J. Shubert
Uraufführung: 28. März 1927
Ort: 44th Street Theatre
Aufführungen: 56
43. Titel: My Maryland
Form: Musical in 3 Akten
Musik: Sigmund Romberg
Libretto: Dorothy Donnelly
Liedtexte: Dorothy Donnelly
Vorlage: Schauspiel Barbara Frietchie (1899) von William Clyde Fitch (1865–1909)
Regie: Jacob J. Shubert
Produzenten: Lee und Jacob J. Shubert
Uraufführung: 12. September 1927
Ort: Jolson's 59th Street Theatre
Aufführungen: 312
44. Titel: My Princess
Form: Operette
Musik: Sigmund Romberg
Libretto: Dorothy Donnelly
Vorlage: Schauspiel The Proud Princess, a modern fairy-tale in four acts (1923) von Edward Sheldon (1886–1946) und Dorothy Donnelly
Produzent: Alfred E. Aarons (1865–1936)
Uraufführung: 6. Oktober 1927
Ort: Shubert Theatre
Aufführungen: 20
45. Titel: The Love Call
Form: Musical
Musik: Sigmund Romberg
Libretto: Edward Locke (1869–1945)
Liedtexte: Harry B. Smith
Produzenten: Lee und Jacob J. Shubert, L. Lawrence Weber (1872–1940)
Uraufführung: 24. Oktober 1927
Ort: Majestic Theatre
Aufführungen: 88
46. Titel: Rosalie
Form: Musical in zwei Akten
Musik: George Gershwin und Sigmund Romberg
Libretto: William Anthony McGuire (1881–1940) und Guy Bolton (1884–1979)
Liedtexte: P. G. Wodehouse (1881–1975) und Ira Gershwin (1896–1983)
Orchestrierung: Emil Gerstenberger, William Daly, Maurice De Packh (1896–1960), Hans Spialek, Max Steiner (1888–1971) und Hilding Anderson
Choreographie: Seymour Felix (1892–1961)
Regie: William Anthony McGuire
Produzent: Florenz Ziegfeld junior
Uraufführung: 10. Januar 1928
Ort: New Amsterdam Theatre
Aufführungen: 335
47. Titel: The New Moon
Form: Musical
Musik: Sigmund Romberg
Libretto: Oscar Hammerstein II, Frank Mandel und Laurence Schwab
Musikregie: Bobby Connolly (1895–1944)
Produzenten: Laurence Schwab und Frank Mandel
Uraufführung: 19. September 1928
Ort: Imperial Theatre (danach Casino Theatre)
Aufführungen: 509
48. Titel: Nina Rosa
Form: Musical
Musik: Sigmund Romberg
Libretto: Otto Harbach
Liedtexte: Irving Caesar (1895–1996)
Regie: Jacob J. Shubert und J. C. Huffman
Produzenten: Lee und Jacob J. Shubert
Uraufführung: 20. September 1930
Ort: Majestic Theatre
Aufführungen: 137
49. Titel: East Wind
Form: Musical
Musik: Sigmund Romberg
Libretto: Oscar Hammerstein II und Frank Mandel
Liedtexte: Oscar Hammerstein II
Orchestrierung: Hans Spialek
Regie: Oscar Hammerstein II
Musikregie: Oscar Bradley (1893–1948)
Choreographie: Bobby Connolly
Produzenten: Laurence Schwab und Frank Mandel
Uraufführung: 27. Oktober 1931
Ort: Manhattan Theatre
Aufführungen: 23
50. Titel: Melody
Form: Musical
Musik: Sigmund Romberg
Libretto: Edward Childs Carpenter (1872–1950)
Liedtexte: Irving Caesar
Regie: George White
Musikdirektor: Alfred Goodman (1890–1972)
Musikregie: Bobby Connolly
Produzent: George White (1892–1968)
Uraufführung: 14. Februar 1933
Ort: Casino Theatre
Aufführungen: 79
51. Titel: May Wine
Form: Musical
Musik: Sigmund Romberg
Libretto: Frank Mandel
Liedtexte: Oscar Hammerstein II
Vorlage: Roman The happy alienist: a Viennese caprice (1936) von Wallace Smith (1888–1937) und Anregungen durch Filme von Erich von Stroheim (1885–1957)
Orchestrierung: Donald J. Walker und Russell Bennett (1894–1981)
Regie: José Ruben (1899–1969)
Musikdirektor: Robert Emmett Dolan (1906–1972)
Musikregie: Bobby Connolly
Produzent: George White (1892–1968)
Uraufführung: 5. Dezember 1935
Ort: St. James Theatre
Aufführungen: 213
52. Titel: Forbidden Melody
Form: Musical
Musik: Sigmund Romberg
Libretto: Otto Harbach
Liedtexte: Otto Harbach
Orchestrierung: Donald J. Walker
Regie: Macklin Megley (1891–1965)
Dialogregie: José Ruben
Produzenten: Jack Kirkland (1902–1969) und Samuel H. Grisman
Uraufführung: 2. November 1936
Ort: New Amsterdam Theatre,
Aufführungen: 32
53. Titel: Sunny River
Form: Musical in zwei Akten
Musik: Sigmund Romberg
Libretto: Oscar Hammerstein II
Liedtexte: Oscar Hammerstein II
Orchestrierung: Donald J. WalkerRegie: Oscar Hammerstein II und John Murray Anderson (1886–1954)
Choreographie: Carl Randall (1898–1965)
Produzent: Max Gordon (1892–1978)
Uraufführung: 4. Dezember 1941
Ort: St. James Theatre
Aufführungen: 36
54. Titel: Up in Central Park
Form: Musical in zwei Akten
Musik: Sigmund Romberg
Libretto: Herbert Fields (1897–1958) und Dorothy Fields (1905–1974)
Liedtexte: Dorothy Fields
Orchestrierung: Donald J. Walker
Regie: John Kennedy
Musikregie: Max Meth (1900–1984)
Choreographie: Helen Tamiris (1905–1966)
Produzent: Michael Todd (1909–1958)
Uraufführung: 27. Januar 1945
Ort: New Century Theatre (danach Broadway Theatre)
Aufführungen: 504
55. Titel: My Romance
Form: Musical
Musik: Sigmund Romberg
Libretto: Rowland Leigh (1903–1963)
Liedtexte: Rowland Leigh
Vorlage: Schauspiel in drei Akten Romance (1913) von Edward Sheldon
Orchestrierung: Donald J. Walker
Regie: Rowland Leigh
Musikdirektor: Roland Fiore
Choreographie: Fredric N. Kelly (1916–2000)
Produzent: Michael Todd
Uraufführung: 19. Oktober 1948
Ort: Shubert Theatre (danach Adelphi Theatre)
Aufführungen: 95
56. Titel: The Girl in Pink Tights
Form: Musical
Musik: Sigmund Romberg
Libretto: Jerome Chodorov (1911–2004) und Joseph A. Fields (1895–1966)
Liedtexte: Leo Robin (1900–1984)
Orchestrierung: Donald J. Walker
Arrangements (Ballettmusik): Trude Rittman (1908–2005)
Regie: Shepard Traube (1907–1983)
Musikdirektor: Sylvan Levin
Choreographie: Agnes de Mille (1905–1993)
Produzent: Shepard Traube (1907–1983)
Uraufführung: 5. März 1954
Ort: Mark Hellinger Theatre
Aufführungen: 115

### Filmscores und Verfilmungen
1. 1929: The Desert Song
2. 1930: New Moon
3. 1930: Viennese Nights
4. 1931: Children of Dreams
5. 1932: The Red Shadow
6. 1935: The Night Is Young
7. 1937: Maytime
8. 1937: They Gave Him a Gun
9. 1938: Im goldenen Westen
10. 1939: Let Freedom Ring
11. 1939: Broadway Serenade
12. 1940: New Moon
13. 1943: The Desert Song
14. 1948: Up in Central Park
15. 1951: The Two Mouseketeers
16. 1953: The Desert Song

- 1954: Alt Heidelberg (The Student Prince)

1. 1954: Deep in My Heart
2. 1954: The Desert Song (TV)